# Kinross House

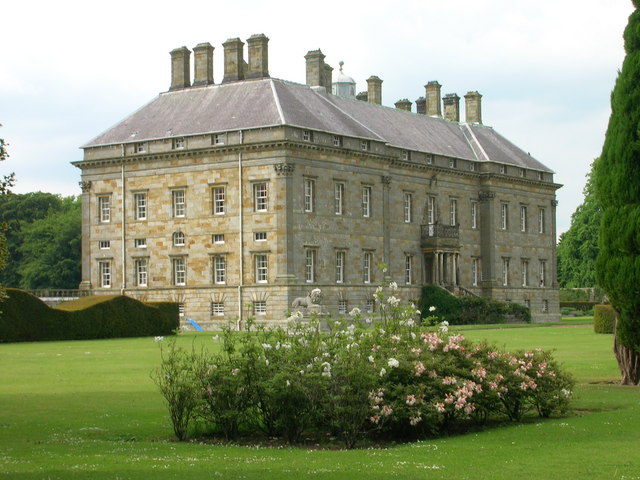
Kinross House

Kinross House is een zeventiende-eeuws, vroeg klassiek landhuis met formele tuinen, gelegen in Kinross in de Schotse regio Perth and Kinross.

## Geschiedenis

### Bruce
De bouw van Kinross House werd in 1686 gestart door de architect Sir William Bruce of Balcaskie. In 1693 werd het exterieur voltooid. Het interieur was bij zijn dood in 1710 nog niet geheel volgens zijn ontwerp voltooid. Het landhuis werd gebouwd op het vasteland, aan de oever van Loch Leven, uitkijkend op Lochleven Castle dat hij in 1672 verwierf.

### Graham
In 1777 werd het landhuis gekocht door George Graham, een rijke koopman van de Britse Oost-Indische Compagnie. Zijn zoon Thomas Graham overleed in 1819; diens zoon Thomas Henry Graham was reeds op 16-jarige leeftijd overleden. Thomas liet het huis na aan de dochter wier zoon het eerst 21 jaar zou zijn. In 1819 waren beide dochters nog kinderloos en alle roerende goederen van Kinross House werden publiekelijk verkocht in de herfst van 1819.

### Montgomery
Sir James Montgomery huwde de jongste dochter Helen Graham, die zes maanden voor haar oudere zus een zoon baarde. Sindsdien is Kinross House in handen van de familie Montgomery gebleven. Mede doordat het interieur van het huis verkocht was, woonde de familie niet in Kinross House, maar in hun landgoed in Peebleshire, Stobo Castle. Kinross House werd wel tegen de elementen beschermd, maar werd niet gewijzigd in het victoriaanse tijdperk. De tuinen verwilderden echter wel en vervielen.
In 1902 betrok Sir Basil Montgomery Kinross House en herstelde de formele tuinen. Samen met de architect Thomas Ross werden weliswaar het huis aangepast aan het moderne comfort van de vroege twintigste eeuw, maar het originele ontwerp van William Bruce werd gerespecteerd.

## Bouw
Kinross House is een landhuis in vroeg klassieke stijl. De architect William Bruce werd sterk beïnvloed door de Italiaanse renaissance en in het bijzonder door Andrea Palladio (1508-1580). Het huis met de formele tuinen is gelegen in een rechthoek van circa 400 bij 200 meter. Kinross House werd in zijn ontwerp rechtstreeks gericht op Lochleven Castle. Totdat in 1836 het meer 1,2 meter werd verlaagd, kwam het water tot aan de tuinmuren. Onder de metselaars die het huis bouwden waren de Nederlandse Peter Paul Boyse en Cornelius van Nerven, die waarschijnlijk verantwoordelijk waren voor de stenen decoratie van de Fish Gate (vissenpoort), een toegang tot de tuin.

## Beheer
Kinross House is privé-eigendom en wordt sinds 1902 continue bewoond. De tuinen zijn 's zomers open voor publiek.